# The Diary of Alicia Keys
The Diary of Alicia Keys ist das zweite Studioalbum der US-amerikanischen R&B-Sängerin Alicia Keys aus dem Jahr 2003.

## Entstehung und Veröffentlichung
Die Erstveröffentlichung von The Diary of Alicia Keys erfolgte am 1. Dezember 2003 bei J Records. Das Album erschien in seiner Originalausführung als CD mit 15 Titeln (Katalognummer: J 82876581642). Einen Tag später erschien auch eine „Special Limited Edition“ mit der DVD The Diary (Katalognummer: 82876-57017-2). Auf der europäischen Version ist zusätzlich der Titel Streets of New York mit Nas und Rakim enthalten, der ein Sample des Liedes New York State of Mind von Nas, aus dessen 1994er-Album Illmatic, enthält. Am 27. September 2004 erschien eine „Collector’s Tour Edition“ mit einer Bonus-CD die vier Remixe und drei Musikvideos beinhaltet (Katalognummer: 82876 63231 2). Am 12. Juli 2024 erschien das Album erstmals als LP-Ausführung bei Sony Music (Katalognummer: 19658885521).
Geschrieben und produziert wurden die Lieder von der Interpretin selbst, teils alleine, teils zusammen mit Koautoren und -produzenten.

## Titelliste

### Original
1. Harlem’s Nocturne (Alicia Keys) – 1:43
2. Karma (Kerry Brothers, Jr., Taneisha Smith, Alicia Keys) – 4:16
3. Heartburn (Alicia Keys, Tim Mosley, Walter Millsap III, Candice Nelson, Erika Rose) – 3:28
4. If I Was Your Woman/Walk on By (Gloria Jones, Clarence McMurray, Pam Sawyer) – 3:06
5. You Don’t Know My Name (Alicia Keys, Kanye West, Harold Lilly, James Ralph Bailey, Melvin Kent, Ken Williams) – 6:06
6. If I Ain’t Got You (Alicia Keys) – 3:48
7. Diary (feat. Tony! Toni! Toné!) (Alicia Keys, Kerry Brothers, Jr.) – 4:44
8. Dragon Days (Alicia Keys) – 4:36
9. Wake Up (Alicia Keys, Kerry Brothers, Jr.) – 4:27
10. So Simple (feat. Lellow) (Alicia Keys, Harold Lilly, Andre Harris, Vidal Davis) – 3:49
11. When You Really Love Someone (Alicia Keys, Kerry Brothers, Jr.) – 4:09
12. Feeling U, Feeling Me (Interlude) (Alicia Keys) – 2:07
13. Slow Down (Alicia Keys, Lamont Green, Erika Rose) – 4:18
14. Samsonite Man (Alicia Keys, Erika Rose) – 4:12
15. Nobody Not Really (Alicia Keys, Taneisha Smith) – 2:56

Anmerkung: In der Klammer hinter dem jeweiligen Lied sind die Songwriter genannt

### Collector’s Tour Edition
1. If I Ain’t Got You (Remix featuring Usher) – 3:52
2. If I Ain’t Got You (Spanische Version featuring Arturo Sandoval) – 3:53
3. If I Ain’t Got You (Kanye West Radio-Mix) – 3:47
4. You Don’t Know My Name/Will You Ever Know It (Reggae-Mix) – 7:37
5. You Don’t Know My Name (Video)
6. If I Ain’t Got You (Video)
7. Diary (featuring Tony! Toni! Toné!) (Video)

## Singleauskopplungen
| Jahr | Titel                  | Höchstplatzierung, Gesamtwochen, AuszeichnungChartplatzierungen (Jahr, Titel, , Platzierungen, Wochen, Auszeichnungen, Anmerkungen) | Höchstplatzierung, Gesamtwochen, AuszeichnungChartplatzierungen (Jahr, Titel, , Platzierungen, Wochen, Auszeichnungen, Anmerkungen) | Höchstplatzierung, Gesamtwochen, AuszeichnungChartplatzierungen (Jahr, Titel, , Platzierungen, Wochen, Auszeichnungen, Anmerkungen) | Höchstplatzierung, Gesamtwochen, AuszeichnungChartplatzierungen (Jahr, Titel, , Platzierungen, Wochen, Auszeichnungen, Anmerkungen) | Höchstplatzierung, Gesamtwochen, AuszeichnungChartplatzierungen (Jahr, Titel, , Platzierungen, Wochen, Auszeichnungen, Anmerkungen) | Höchstplatzierung, Gesamtwochen, AuszeichnungChartplatzierungen (Jahr, Titel, , Platzierungen, Wochen, Auszeichnungen, Anmerkungen) | Anmerkungen                                                                     |
| Jahr | Titel                  | DE | AT | CH | UK | US | R&B | Anmerkungen                                                                     |
| ---- | ---------------------- | --- | --- | --- | --- | --- | --- | ------------------------------------------------------------------------------- |
| 2003 | You Don’t Know My Name | DE68 (9 Wo.)DE | AT48 (4 Wo.)AT | CH26 (9 Wo.)CH | UK19 Silber · (9 Wo.)UK | US3 Platin · (20 Wo.)US | R&B1 (30 Wo.)R&B | Erstveröffentlichung: 18. November 2003 Verkäufe: + 1.200.000                   |
| 2004 | If I Ain’t Got You     | DE81 Gold · (7 Wo.)DE | — | CH35 (5 Wo.)CH | UK18 ×2Doppelplatin · (6 Wo.)UK | US4 ×6Sechsfachplatin + Gold (Mastertone) · (40 Wo.)US                                                                              | R&B1 (56 Wo.)R&B | Erstveröffentlichung: 17. Februar 2004 Verkäufe: + 8.823.920                    |
| 2004 | Diary                  | — | — | — | — | US8 Gold · (28 Wo.)US | R&B2 (50 Wo.)R&B | Erstveröffentlichung: 24. Mai 2004 Verkäufe: + 500.000; feat. Tony! Toni! Toné! |
| 2004 | Karma                  | DE62 (5 Wo.)DE | — | CH71 (5 Wo.)CH | — | US20 Gold (Mastertone) + Gold · (29 Wo.)US                                                                                          | R&B17 (23 Wo.)R&B | Erstveröffentlichung: 26. Oktober 2004 Verkäufe: + 1.000.000                    |

## Preise
Alicia Keys gewann mit dem Album The Diary of Alicia Keys und den daraus ausgekoppelten Singles in den Jahren 2004 und 2005 insgesamt acht Preise.
Am 13. Februar 2005 erhielt Alicia Keys in Los Angeles drei Grammys in den Kategorien Best Female R&B Vocal Performance (Beste weibliche Gesangsdarbietung') für „If I Ain’t Got You“, Best R&B Song (Bester R&B-Song) für „You Don’t Know My Name“ und Best R&B Album (Bestes R&B-Album) für The Diary of Alicia Keys. Daneben gewann sie zusammen mit Usher den Grammy in der Kategorie Best R&B Performance By A Duo Or Group With Vocals (Beste Darbietung eines Duos oder einer Gruppe mit Gesang) für das Duett „My Boo“, das jedoch nicht auf dem Album von Alicia Keys vorhanden war.
Schon im Jahr 2004 wurde Alicia Keys der Soul Train Award verliehen. Sie erhielt ihn in den Kategorien Best Female R&B/Soul Album für The Diary of Alicia Keys und Best Female R&B/Soul Single für „If I Ain’t Got You“. Sie gewann mit dieser Single ebenfalls den Billboard Music Award in den Kategorien R&B/Hip Hop Single of the Year und R&B/Hip Hop Airplay Single of the Year.
2005 folgte noch die Auszeichnung des Musikvideos zu der Single „Karma“ mit dem MTV Video Music Award in der Kategorie Best R&B Video.

## Kommerzieller Erfolg

### Chartplatzierungen
| ChartsChartplatzierungen       | Höchstplatzierung | Wochen |
| ------------------------------ | ----------------- | ------ |
| Deutschland (GfK)              | 10 (29 Wo.)       | 29     |
| Österreich (Ö3)                | 25 (20 Wo.)       | 20     |
| Schweiz (IFPI)                 | 1 (48 Wo.)        | 48     |
| Vereinigte Staaten (Billboard) | 1 (87 Wo.)        | 87     |
| Vereinigtes Königreich (OCC)   | 13 (43 Wo.)       | 43     |

| ChartsJahrescharts (2003)    | Platzierung |
| ---------------------------- | ----------- |
| Vereinigtes Königreich (OCC) | 75          |

| ChartsJahrescharts (2004)      | Platzierung |
| ------------------------------ | ----------- |
| Deutschland (GfK)              | 52          |
| Schweiz (IFPI)                 | 22          |
| Vereinigte Staaten (Billboard) | 4           |
| Vereinigtes Königreich (OCC)   | 72          |

| ChartsJahrescharts (2005)      | Platzierung |
| ------------------------------ | ----------- |
| Vereinigte Staaten (Billboard) | 84          |

### Auszeichnungen für Musikverkäufe
Das Album verkaufte sich in den Vereinigten Staaten über fünf Millionen Mal. Weltweit wurden laut Schallplattenauszeichnungen mehr als 6,5 Millionen Exemplare abgesetzt.
| Land/Region                  | Auszeichnungen für Musikverkäufe (Land/Region, Auszeichnung, Verkäufe) | Verkäufe    |
| ---------------------------- | ---------------------------------------------------------------------- | ----------- |
| Argentinien (CAPIF)          | Gold                                                                   | 20.000      |
| Australien (ARIA)            | 2× Platin                                                              | 140.000     |
| Belgien (BRMA)               | Gold                                                                   | 25.000      |
| Dänemark (IFPI)              | Platin                                                                 | 20.000      |
| Deutschland (BVMI)           | Platin                                                                 | 300.000     |
| Europa (IFPI)                | Platin                                                                 | (1.000.000) |
| Frankreich (SNEP)            | Gold                                                                   | 100.000     |
| Italien (FIMI)               | Gold                                                                   | 50.000      |
| Japan (RIAJ)                 | Gold                                                                   | 100.000     |
| Kanada (MC)                  | 2× Platin                                                              | 200.000     |
| Neuseeland (RMNZ)            | Platin                                                                 | 15.000      |
| Niederlande (NVPI)           | Platin                                                                 | 80.000      |
| Norwegen (IFPI)              | Gold                                                                   | 20.000      |
| Schweden (IFPI)              | Gold                                                                   | 40.000      |
| Schweiz (IFPI)               | Platin                                                                 | 40.000      |
| Singapur (RIAS)              | Gold                                                                   | 5.000       |
| Vereinigte Staaten (RIAA)    | 5× Platin                                                              | 5.000.000   |
| Vereinigtes Königreich (BPI) | Platin                                                                 | 300.000     |
| Insgesamt                    | 8× Gold · 16× Platin ·                                                 | 6.535.000   |

Hauptartikel: Alicia Keys/Auszeichnungen für Musikverkäufe